# Il massacro dei Sioux
Il massacro dei Sioux (The Great Sioux Massacre) è un film del 1965 diretto da Sidney Salkow.
È un western statunitense con Joseph Cotten, Darren McGavin e Philip Carey. È incentrato sulle vicende che portarono alla battaglia del Little Bighorn del 1876 e alla morte del colonnello George Armstrong Custer.

## Produzione
Il film, diretto da Sidney Salkow su una sceneggiatura di Marvin A. Gluck e un soggetto degli stessi Salkow e Gluck, fu prodotto da Leon Fromkess per la Leon Fromkess-Sam Firks Productions e girato a Pendleton, in Oregon, e negli studios di Old Tucson a Tucson, Arizona. I titoli di lavorazione furono The Custer Massacre e Massacre at the Rosebud.

## Distribuzione
Il film fu distribuito con il titolo The Great Sioux Massacre negli Stati Uniti nel settembre 1965 al cinema dalla Columbia Pictures.
Altre distribuzioni:
- in Germania Ovest il 24 novembre 1965 (Entscheidung am Big Horn)
- in Svezia il 17 gennaio 1966 (General Custers sista strid)
- in Finlandia il 28 gennaio 1966 (Viimeiset urhot)
- nel Regno Unito il 31 gennaio 1966
- in Danimarca il 14 febbraio 1966 (Den store Sioux massakre)
- in Austria nel marzo del 1966 (Entscheidung am Big Horn)
- in Argentina (La gran represalia)
- in Brasile (O Grande Massacre)
- in Canada (Le massacre des sioux)
- in Spagna (La gran matanza Sioux)
- in Francia (Le massacre des Sioux)
- in Grecia (I sfagi ton kokkinon daimonon)
- in Italia (Il massacro dei Sioux)

## Critica
Secondo il Morandini "le scene di battaglia sono discrete, la descrizione dei Sioux è onesta".

## Promozione
La tagline è: Blood-Vengeance Clashed With Custer's Cavalry!.